# Trị liệu nhóm
Trị liệu nhóm, liệu pháp tâm lý nhóm hoặc trị liệu theo nhóm là một hình thức trị liệu tâm lý trong đó một hoặc nhiều nhà trị liệu đối xử với một nhóm nhỏ khách hàng với nhau như một nhóm. Thuật ngữ này có thể đề cập một cách hợp pháp bất kỳ hình thức trị liệu tâm lý nào khi được phân phối theo định dạng nhóm, bao gồm trị liệu hành vi nhận thức hoặc trị liệu giữa các cá nhân, nhưng nó thường được áp dụng cho liệu pháp nhóm tâm lý học trong đó bối cảnh nhóm và quá trình nhóm được sử dụng rõ ràng như một cơ chế thay đổi bởi phát triển, khám phá và kiểm tra các mối quan hệ giữa các cá nhân trong nhóm.
Khái niệm rộng hơn về trị liệu nhóm có thể được đưa vào bao gồm bất kỳ quá trình trợ giúp nào diễn ra trong một nhóm, bao gồm các nhóm hỗ trợ, các nhóm đào tạo kỹ năng (như quản lý tức giận, chánh niệm, tập thư giãn hoặc đào tạo kỹ năng xã hội) và các nhóm tâm lý học. Sự khác biệt giữa các nhóm tâm sinh lý, nhóm hoạt động, nhóm hỗ trợ, giải quyết vấn đề và nhóm psycoeducational đã được thảo luận bởi bác sĩ tâm thần Charles Montgomery. Các hình thức trị liệu nhóm chuyên biệt khác sẽ bao gồm các liệu pháp biểu cảm không lời như trị liệu nghệ thuật, liệu pháp khiêu vũ hoặc liệu pháp âm nhạc.

## Lịch sử
Những người sáng lập liệu pháp tâm lý nhóm ở Hoa Kỳ là Joseph H. Pratt, Trigant Burrow và Paul Schilder. Cả ba người họ đều hoạt động và làm việc tại Bờ Đông trong nửa đầu thế kỷ 20. Năm 1932 Jacob L. Moreno đã trình bày nghiên cứu của mình về tâm lý trị liệu nhóm cho Hiệp hội Tâm thần Hoa Kỳ, và đồng tác giả một chuyên khảo về chủ đề này. Sau Thế chiến II, liệu pháp tâm lý nhóm được tiếp tục phát triển bởi Moreno, Samuel Slavson, Hyman Spotnitz, Irvin Yalom và Lou Ormont. Phương pháp tiếp cận trị liệu theo nhóm của Yalom có ảnh hưởng rất lớn không chỉ ở Hoa Kỳ mà trên toàn thế giới.
Một sự phát triển ban đầu trong trị liệu nhóm là nhóm T hoặc nhóm đào tạo (đôi khi còn được gọi là nhóm đào tạo nhạy cảm, nhóm đào tạo quan hệ con người hoặc nhóm gặp gỡ), một hình thức trị liệu tâm lý nhóm trong đó người tham gia (thường là từ tám đến 15 người) tìm hiểu về bản thân (và về các quy trình nhóm nhỏ nói chung) thông qua sự tương tác của họ với nhau. Họ sử dụng thông tin phản hồi, giải quyết vấn đề và đóng vai để hiểu rõ hơn về bản thân, những người khác và các nhóm. Người đi tiên phong vào giữa những năm 1940 là Kurt Lewin và Carl Rogers và các đồng nghiệp của ông với một phương pháp học về hành vi của con người trong Phòng thí nghiệm đào tạo quốc gia (còn gọi là Viện NTL) được tVăn phòng nghiên cứu hải quân và Hiệp hội Giáo dục Quốc gia tại Bethel, Maine, tạo ra năm 1947.